# 小行星4945
小行星4945（4945 Ikenozenni）是一颗围绕太阳公转的小行星。1987年9月18日，鈴木憲藏、浦田武在丰田市发现了此天体。
該小行星以日本平安時代末期女性池禪尼命名。
这颗小行星的绝对星等为137.59142等。